# Wing Commander (seria)
Wing Commander – seria symulatorów kosmicznych.
Pierwsza część gry powstała w 1990 roku, a jej twórcą było studio Origin. Gra opowiada o wojnie pomiędzy siłami Konfederacji a wojowniczą rasą istot przypominających koty – Kilrathi. Gracz wciela się w pilota o imieniu Christopher Blair. Do wykonania jest wiele różnych zadań: od ataków na wroga, po ochronę własnych statków. Produkcja daje możliwość pilotowania różnego rodzaju statków kosmicznych: od lekkich myśliwców, poprzez ciężkie myśliwce aż do bombowców. W trzeciej części serii dodano tryb wyższej rozdzielczości SVGA, wprowadzono przerywniki w postaci filmów z aktorami (Mark Hamill jako Christopher Blair czy Malcolm McDowell jako admirał Tolwyn). Rozbudowano wątek przygodowy, gracz miał wpływ na rozwój akcji i na treść oglądanego filmu. Od treści i sposobu niektórych rozmów zależał też nieraz stopień trudności odbywanej następnej misji.

## Wymagania
- Wing Commander I
  - PC MS-DOS 3.3, 286 + 1 MB RAM, 5.5 MB na HD, mysz Grafika : Tandy, EGA, MCGA/VGA, Muzyka : PC speaker, AdLib, Sound Blaster, Roland MT-32/LAPC-1, mysz lub dżojstik
  - Amiga – 1 MB RAM, mysz lub dżojstik
  - Apple Macintosh: procesor Motorola 68040 lub PowerPC, system operacyjny 7.1, 6 MB RAM (8 MB w wersji PowerPC)

- Wing Commander II
  - PC MS-DOS 3.3, 386 + 1 MB RAM, 11 MB na HD, mysz Grafika : Tandy, EGA, MCGA/VGA, Muzyka : PC speaker, AdLib, Sound Blaster, Roland MT-32/LAPC-1, mysz lub dżojstik

- Wing Commander: Armada
  - PC, VGA, Muzyka AdLib, Sound Blaster/PRO/16, MS-DOS 5.0, 386 + 4 MB RAM, 12 MB na HDD, mysz lub dżojstik

- Wing Commander III
  - PC 486DX 50 MHz, CD-ROM, VGA/SVGA, 8 MB RAM, MS-DOS, mysz lub dżojstik

- Wing Commander IV
  - 486DX2 66 MHz, 8 MB RAM, 14 MB HDD, VGA/SVGA, Sound Blaster 2.0, Sound Blaster AWE, GUS, mysz lub dżojstik

- Wing Commander: Prophecy
  - Pentium 133 MHz, 32 MB RAM, SVGA 2 MB, CD-ROM, Microsoft Windows 95, mysz lub dżojstik

- Privateer 2: The Darkening
  - Pentium 75 MHz, 8 MB RAM, SVGA, CD-ROM, Microsoft Windows 95, mysz lub dżojstik

## Gry z serii
- Wing Commander I : Vega Campaign	(rok produkcji 1990)
- Wing Commander I : Secret Mission 1 "Operation Thor's Hammer"	(rok produkcji 1991)
- Wing Commander I : Secret Mission 2 "Crusade"	(rok produkcji 1991)
- Wing Commander II : Vengeance of The Kilrathi	(rok produkcji 1991)
- Wing Commander II : Speech Pack	(dodatkowe dźwięki) (rok produkcji 1991)
- Wing Commander II : Secret Mission 1 	(rok produkcji 1991)
- Wing Commander II : Secret Mission 2	(rok produkcji 1992)
- Wing commander : Academy		(rok produkcji 1993)
- Wing Commander : Armada	(rok produkcji 1994)
- Wing Commander III : Heart of The Tiger (rok produkcji 1995)
- Super Wing Commander (na platformę Macintosh) 	(rok produkcji 1996)
- Wing Commander IV The Price of Freedom	(rok produkcji 1996)
- Wing Commander : Prophecy (rok produkcji 1997)
- Wing Commander : Secret OPS (rok produkcji 1997)

- Wing Commander : Privateer		(rok produkcji 1993)
- Wing Commander : Privateer : Speech Pack	(dodatkowe dźwięki)	(rok produkcji 1993)
- Wing Commander : Privateer : Righteousfire		(rok produkcji 1994)
- Privateer II : The Darkening		(rok produkcji 1996)

## Książki
- Freedom Flight, by Mercedes Lackey and Ellen Guon.	(wydana 1992)
- End Run, by Christopher Stasheff and William R. Forstchen. (wydana 1994)
- Fleet Action, by William R. Forstchen. (wydana 1994)
- Heart of the Tiger, by William R. Forstchen and Andrew Keith. (wydana 1995)
- The Price of Freedom, by William R. Forstchen and Ben Ohlander. (wydana 1996)
- Action Stations, by William R. Forstchen. (wydana 1998)
- False Colors, by William R. Forstchen and Andrew Keith. (wydana 1998)
- Wing Commander novel, by Peter Telep.from the screenplay by Kevin Drooney and Mike Finch (wydana 1998)
- Piligrim Stars, by Peter Telep. (wydana 1999)
- Official Authorized Confederation Handbook. compiled by Chris McCubbin (wydana 1999)

## Filmy
Nieprzerwana akcja – Wing Commander (Występują: Freddie Prinze Jr., Saffron Burrows Reżyser: Chris Roberts) (premiera 1999)

## Serial animowany
Wing Commander (1996)